# Сіліштя (Пунджешть, Васлуй)
Сіліштя (рум. Siliștea) — село у повіті Васлуй в Румунії. Входить до складу комуни Пунджешть.
Село розташоване на відстані 269 км на північ від Бухареста, 28 км на захід від Васлуя, 54 км на південь від Ясс, 149 км на північ від Галаца.

## Населення
За даними перепису населення 2002 року у селі проживали 308 осіб, усі — румуни. Усі жителі села рідною мовою назвали румунську.